# Шамалды-Сай (село)
Шамалды-Сай (кирг. Шамалды-Сай) — село в Ноокенском районе Джалал-Абадской области Кыргызстана. Административный центр Достукского айылного аймака.

## География
Село расположено в южной части области, на левом берегу реки Нарын, на расстоянии приблизительно 39 километров (по прямой) к западо-северо-западу от села Масы, административного центра района.

## Население
Согласно оценочным данным Национального статистического комитета Кыргызской Республики, численность населения села на начало 2023 года составляла 6637 человек.
| год     | 2009 | 2014 | 2015 | 2020 | 2021 | 2023 |
| ------- | ---- | ---- | ---- | ---- | ---- | ---- |
| человек | 4282 | 4689 | 4686 | 6417 | 6526 | 6637 |